# Perezina gregaria
Perezina gregaria är en kräftdjursart som först beskrevs av Hugo Frederik Nierstrasz och Brender a Brandis 1929.  Perezina gregaria ingår i släktet Perezina och familjen Cryptoniscidae. Inga underarter finns listade i Catalogue of Life.